# Las Palmas Unidad Habitacional
Las Palmas Unidad Habitacional är en ort i Mexiko.   Den ligger i kommunen Coyuca de Benítez och delstaten Guerrero, i den södra delen av landet, 290 km söder om huvudstaden Mexico City. Las Palmas Unidad Habitacional ligger 17 meter över havet och antalet invånare är 138.
Terrängen runt Las Palmas Unidad Habitacional är kuperad norrut, men söderut är den platt. Runt Las Palmas Unidad Habitacional är det ganska glesbefolkat, med 25 invånare per kvadratkilometer. Närmaste större samhälle är Coyuca de Benítez, 2,8 km nordväst om Las Palmas Unidad Habitacional. Omgivningarna runt Las Palmas Unidad Habitacional är en mosaik av jordbruksmark och naturlig växtlighet.